# Rudolf Pučík
Rudolf Pučík (ur. 4 grudnia 1956) – słowacki polityk, od 2006 poseł do Rady Narodowej. 
W latach 2006 i 2010 był wybierany posłem do Rady Narodowej. Sprawował funkcję wiceprzewodniczącego Słowackiej Partii Narodowej. W 2011 odszedł z szeregów SNS.